# Geir Hilmar Haarde
Geir Hilmar Haarde (ˈceɪ:r̯ ˈhɪlmar̯ ˈhɔrtɛ) (Reykjavík, 8 aprile 1951) è un politico islandese.
Dal 15 giugno 2006 al 1º febbraio 2009 è stato Primo ministro dell'Islanda, carica che ha assunto a seguito delle dimissioni del suo predecessore, Halldór Ásgrímsson, rassegnate il precedente 5 giugno. È anche l'attuale presidente del Partito dell'Indipendenza (Sjálfstæðisflokkurinn). Si è dimesso dall'incarico alla fine di gennaio 2009, ed è stato succeduto il 1º febbraio da Jóhanna Sigurðardóttir.

## Biografia
Haarde si è laureato in Economia presso la Brandeis University, negli Stati Uniti, e ha successivamente conseguito due master (in relazioni internazionali presso l'Università Johns Hopkins, e in economia presso l'Università del Minnesota).
Prima dell'ingresso nell'Althing, il parlamento islandese, Haarde ha lavorato per il ministero delle finanze e per la Banca Centrale Islandese. Entrato in Parlamento nel 1987, Haarde ha ricoperto l'incarico di ministro delle finanze dall'aprile 1998 al settembre 2005, e di ministro degli esteri dal settembre 2005 al giugno 2006. Nell'ottobre 2005 è stato eletto all'unanimità presidente del Partito per l'Indipendenza, succedendo a Davíð Oddsson.
A seguito dell'annuncio delle dimissioni di Halldór Ásgrímsson dalla carica di Primo ministro, Geir Haarde gli successe il 15 giugno 2006.
Il 23 gennaio 2009 Haarde ha annunciato che a causa di problemi di salute (tumore maligno all'esofago), si sarebbe dimesso da Presidente del Partito per l'Indipendenza al successivo congresso di partito. Lo stesso giorno, ha annunciato che il 9 maggio 2009 si sarebbero svolte le elezioni parlamentari (poi spostate al 25 aprile), che non lo hanno visto candidato.
Il 26 gennaio 2009 Haarde ha annunciato che lui e i Social Democratici non avrebbero proseguito oltre nel governo di coalizione.